# Pluneret
Pluneret (en bretó Plunered) és un municipi francès, situat a la regió de Bretanya, al departament d'Ar Mor-Bihan. L'any 2006 tenia 4.554 habitants. A l'inici del curs 2007 el 10% dels alumnes del municipi eren matriculats a la primària bilingüe.

## Demografia
| 1962                                       | 1968  | 1975  | 1982  | 1990  | 1999  |  |
| ------------------------------------------ | ----- | ----- | ----- | ----- | ----- |  |
| 1.578                                      | 1.630 | 1.871 | 2.333 | 3.195 | 3.714 |  |
| Des de 1962: població sense dobles comptes |       |       |       |       |       |  |

## Administració
| Període | Identitat              | Partit |
| ------- | ---------------------- | ------ |
| 2001-   | Jean-Jacques Le Mérour |        |